# 刘演 (晋朝)
刘演（3世纪—316年），字始仁，西晋中山郡魏昌县（今河北省定州市东南）人，刘舆之子。

## 生平
刘演开始被辟为太尉掾，担任尚书郎，以父丧去职。服丧结束，袭父爵定襄侯。太傅、东海王司马越引为主簿。转任太子中庶子，出为阳平郡太守。洛阳陷落，从洛阳投奔叔父刘琨，为辅国将军、魏郡太守。晋愍帝建兴四年（316年），刘琨将讨伐石勒，派刘演领勇士千人，行北中郎将、兖州刺史，镇廪丘（今山东郓城县西北）。镇廪丘。刘演斩王桑，赶走赵固，得到部下七千人。与石勒交战，拒战退敌。晋元帝拜为都督、后将军，假节。石勒派石虎围困廪丘，他求救于邵续、段文鸯，段文鸯率领骑相救，石虎退兵，刘演奔段文鸯军，屯守厌次（今山东阳信县东），被害。